# Challenge IAAF du lancer de marteau 2015
Navigation
Édition précédente Édition suivante
Le Challenge IAAF du lancer de marteau 2015 est la 6e édition du Challenge IAAF du lancer de marteau.
Organisé par l'IAAF, il désigne les meilleurs spécialistes de l'année 2015 dans la discipline du lancer de marteau. Le classement final est établi en totalisant les 3 meilleurs jets obtenus lors des différentes compétitions figurant au calendrier.

## Calendrier
| Date               | Meeting                           | Lieu           | Hommes/Femmes |
| ------------------ | --------------------------------- | -------------- | ------------- |
| 21 mars 2015       | Melbourne World Challenge         | Melbourne      | H             |
| 10 mai 2015        | Seiko Golden Grand Prix           | Kawasaki       | F             |
| 20 mai 2015        | Beijing World Challenge Meeting   | Pékin          | F             |
| 23 mai 2015        | IAAF World Challenge Dakar        | Dakar          | F             |
| 26 mai 2015        | Golden Spike Ostrava              | Ostrava        | H/F           |
| 14 juin 2015       | Meeting international Mohammed-VI | Rabat          | H             |
| 25 juin 2015       | Paavo Nurmi Games                 | Turku          | H             |
| 7 juillet 2015     | Mémorial István-Gyulai            | Székesfehérvár | H/F           |
| 18 juillet 2015    | Mémorial Znamensky                | Joukovski      | H/F           |
| 22 juillet 2015    | Karlstad Grand Prix               | Karlstad       | H             |
| 9 août 2015        | Mémorial Janusz-Kusociński        | Szczecin       | H/F           |
| 22 au 30 août 2015 | Championnats du monde             | Pékin          | H/F           |
| 6 septembre 2015   | ISTAF                             | Berlin         | F             |
| 13 septembre 2015  | Meeting de Rieti                  | Rieti          | H             |

## Résultats
Chez les hommes, le challenge est remporté largement par Pawel Fajdek, qui avec 248,01 points réalise le meilleur total depuis l'existence de l'épreuve.
La Polonaise Anita Wlodarczyk remporte le challenge pour la troisième fois consécutive.

## Classement général

### Hommes
| Rang | Athlète              | Points |
| ---- | -------------------- | ------ |
| 1    | Pawel Fajdek         | 248.01 |
| 2    | Dilshod Nazarov      | 236.20 |
| 3    | Krisztián Pars       | 234.75 |
| 4    | Sergey Litvinov      | 231.15 |
| 5    | Mostafa Elgamel      | 231.04 |
| 6    | Marcel Lomnický      | 230.14 |
| 7    | Wojciech Nowicki     | 230.04 |
| 8    | Nick Miller          | 226.05 |
| 9    | Ashraf Amgad Elseify | 223.14 |
| 10   | Lukáš Melich         | 222.90 |

### Femmes
| Rang | Athlète           | Points |
| ---- | ----------------- | ------ |
| 1    | Anita Wlodarczyk  | 235.28 |
| 2    | Betty Heidler     | 222.28 |
| 3    | Martina Hrasnová  | 222.20 |
| 4    | Zheng Wang        | 221.50 |
| 5    | Kathrin Klaas     | 217.76 |
| 6    | Sophie Hitchon    | 216.28 |
| 7    | Sultana Frizell   | 215.83 |
| 8    | Amanda Bingson    | 214.03 |
| 9    | Joanna Fiodorow   | 212.95 |
| 10   | Gwen Berry        | 212.60 |
| 11   | Amber Campbell    | 209.59 |
| 12   | Alena Sobaleva    | 207.16 |
| 13   | Éva Orbán         | 204.41 |
| 14   | Iryna Novozhylova | 202.13 |